# 深海博明
深海 博明（ふかみ ひろあき、1935年5月15日 - 2023年5月29日）は、日本の経済学者。専門は、国際経済学、資源・エネルギー・環境経済学。慶應義塾大学経済学部名誉教授。

## 人物・経歴
東京都生まれ。1958年に慶應義塾大学経済学部を卒業、1960年に同修士課程を修了、1963年に同博士課程を単位取得退学している。1960年に同経済学部副手、1962年に助手、1966年に専任講師、1967年に助教授、1975年に教授となる。1983年から1987年まで同大学国際センター所長も務めている。2001年に慶應義塾大学を定年退職し、同大学名誉教授、東洋学園大学教授となる。大学外でも、通商産業省総合エネルギー調査会、科学技術庁原子力委員会専門委員、港区環境審議会会長、クリーンエネルギー普及調査会理事長などを務めている。納得がいかなければ提出をしないため締切には無頓着であり、それを例示するエピソードとして責任編集者を任されたHerman Van der Weeの『世界経済史』の訳書が完成することがなかったことが挙げられている。
浦田秀次郎と竹森俊平は深海のゼミの出身。ゼミ合宿、新年会、OB・OG会を毎年同時期に開催するなど、ゼミの運営方針には一貫したものがあった。慶應を退職してから20年以上もゼミのOB・OG会を開催し、コロナ後の開催も大盛況で深海は車椅子で出席した。慶應の元同僚で同じ時期に教鞭をとった佐々波楊子と同じ月に逝去した。

## 著書

### 単著
- 『石油の真実』（1979年、情報センター出版局）
- 『資源・エネルギー これからこうなる』（1988年、PHP研究所）
- 『エネルギーがなくなる（みんなで考える地球環境シリーズ10）』（1997年、金の星社）

### 共著
- （池本清・松永嘉夫・矢野恵二）『国際経済入門』（1978年、有斐閣）
- （岡崎陽一）『人口と資源―人類の豊かな未来を求めて―』（1981年、旺文社）
- （大畑篤四郎・高瀬浄）『現代世界の構造』（1989年、成文堂）

### 編著
- 『世界経済のニュー・フロンティア』（1988年、文眞堂）
- 『ウルグアイ・ラウンドにおける南北貿易』（1990年、アジア経済研究所）
- 『国際経済論』（1999年、八千代出版）

### 学術論文
- "Problems of natural resources and the Japanese economy," Keio Economic Studies, Vol.15, No.2, December 1979.
- "The international debt problem and Japan's response," Japan Review of International Affairs, Fall/Winter 1989.
- "Choosing weapons in the war on global warming," Japan Review of International Affairs, Winter 1999.